# Prochain référendum constitutionnel libyen
Le référendum constitutionnel libyen devait avoir lieu à une date indéterminée, afin de permettre à la population de se prononcer sur l'adoption d'une nouvelle constitution.
En dépit du souhait exprimé par la Chambre des représentants pour que le référendum ait lieu en premier, il est finalement repoussé après l'élection présidentielle, à une date non définie.

## Résultat
| Choix                     | Votes | %   |
| ------------------------- | ----- | --- |
| Pour                      |       |     |
| Contre                    |       |     |
|                           |       |     |
| Votes valides             |       |     |
| Votes blancs et invalides |       |     |
| Total                     |       | 100 |
| Abstention                |       |     |
| Inscrits/Participation    |       |     |